# Nová Ves (Číměř)
Nová Ves (německy Schönborn) je malá vesnice, část obce Číměř v okrese Jindřichův Hradec v Jihočeském kraji. Nachází se pět kilometrů západně od Číměře.

## Poloha
Nová Ves leží v katastrálním území Nová Ves u Sedla o rozloze 3,72 km² jižně od Jindřichova Hradce. Sousedními vesnicemi jsou Malíkov nad Nežárkou na severu, Číměř a Bílá na východě, Lhota a Nová Bystřice na jihovýchodě, Sedlo a Nový Vojířov na jihu, Příbraz a Dolní Lhota na jihozápadě, Lásenice na západě a Vydří na severozápadě.
Jižně od obce se do výšky 607 metrů tyčí vrch Homolka.

## Historie
První písemná zmínka o vesnici pochází z roku 1804.

## Obyvatelstvo
| Rok            | 1869 | 1880 | 1890 | 1900 | 1910 | 1921 | 1930 | 1950 | 1961 | 1970 | 1980 | 1991 | 2001 | 2011 | 2021 |
| -------------- | ---- | ---- | ---- | ---- | ---- | ---- | ---- | ---- | ---- | ---- | ---- | ---- | ---- | ---- | ---- |
| Počet obyvatel | 292  | 285  | 287  | 252  | 254  | 240  | 228  | 137  | 143  | 103  | 80   | 58   | 40   | 57   | 47   |
| Počet domů     | 39   | 39   | 41   | 41   | 41   | 41   | 42   | 41   | 33   | 29   | 28   | 38   | 38   | 39   | 40   |

## Obecní správa
Při sčítání lidu v letech 1850–1929 Nová Ves byla osadou obce Malíkov nad Nežárkou v okrese Jindřichův Hradec. V letech 1930–1971 byla samostatnou obcí v okrese Jindřichův Hradec. Od 26. listopadu 1971 do 30. června 1979 byla částí obce Sedlo v okrese Jindřichův Hradec, kdy se konaly obecní volby. Od 1. července 1979 je částí obce Číměř v okrese Jindřichův Hradec.

## Další fotografie

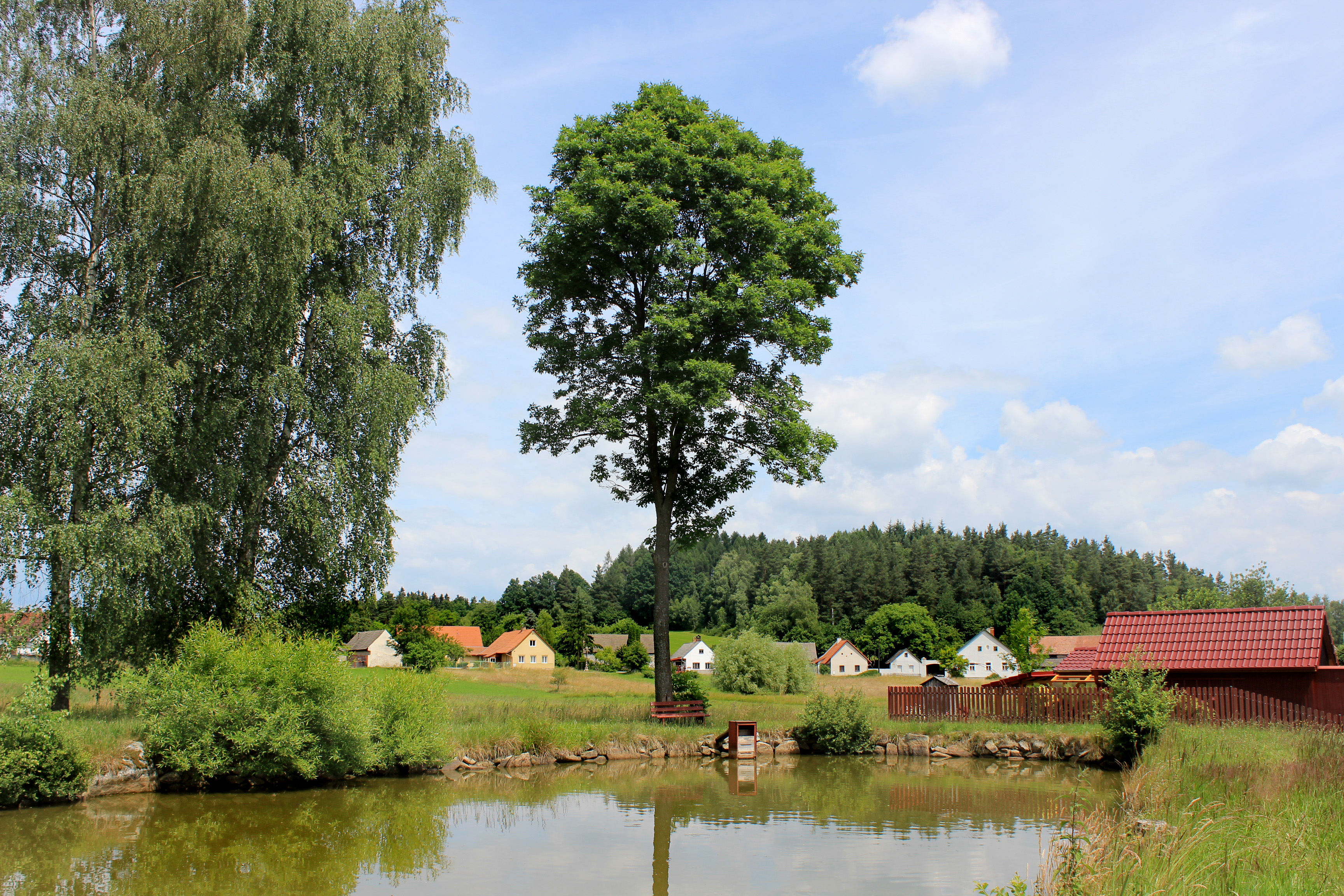
Malý rybník na návsi
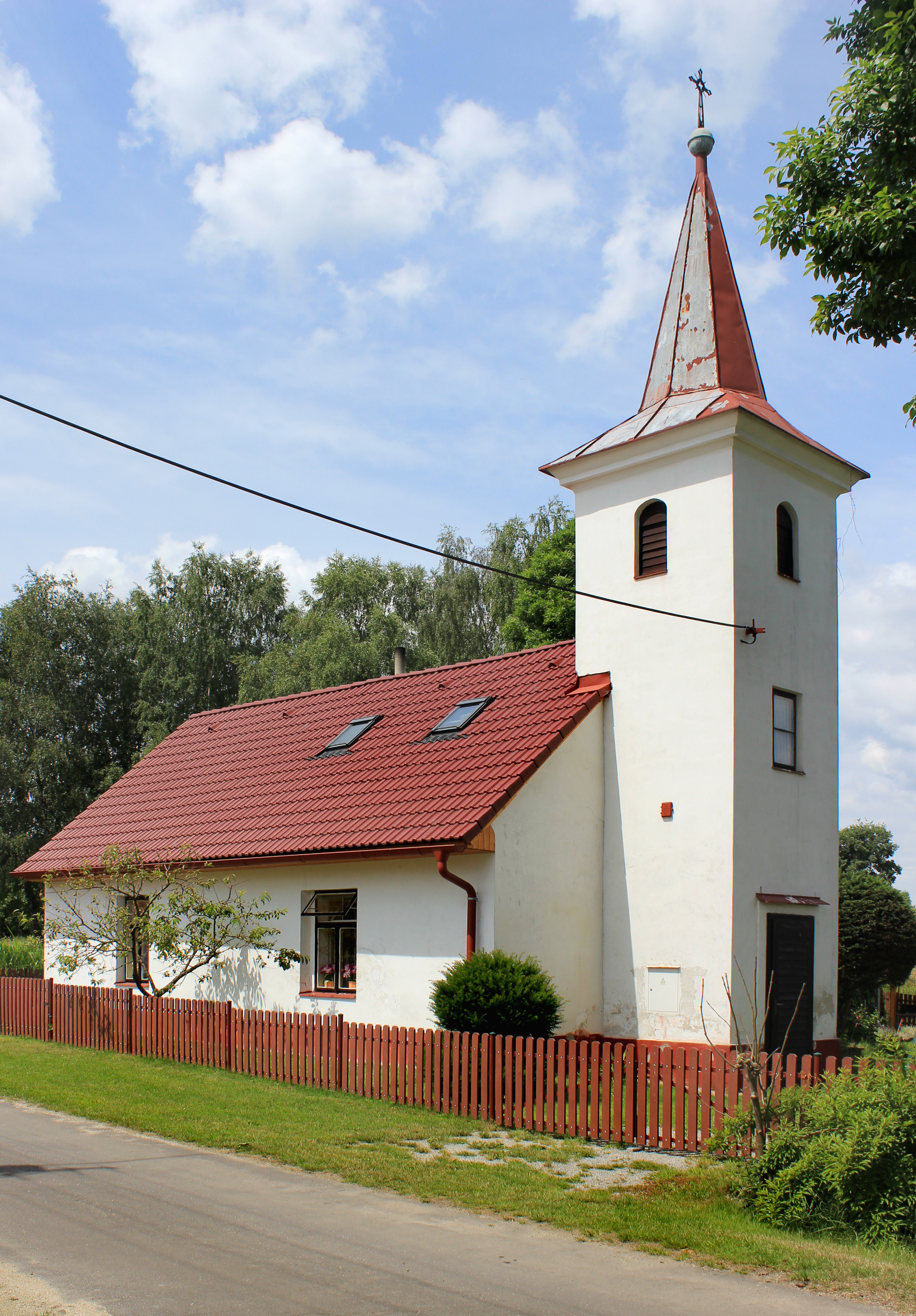
Bývalá kaple, nyní domek se zvonicí
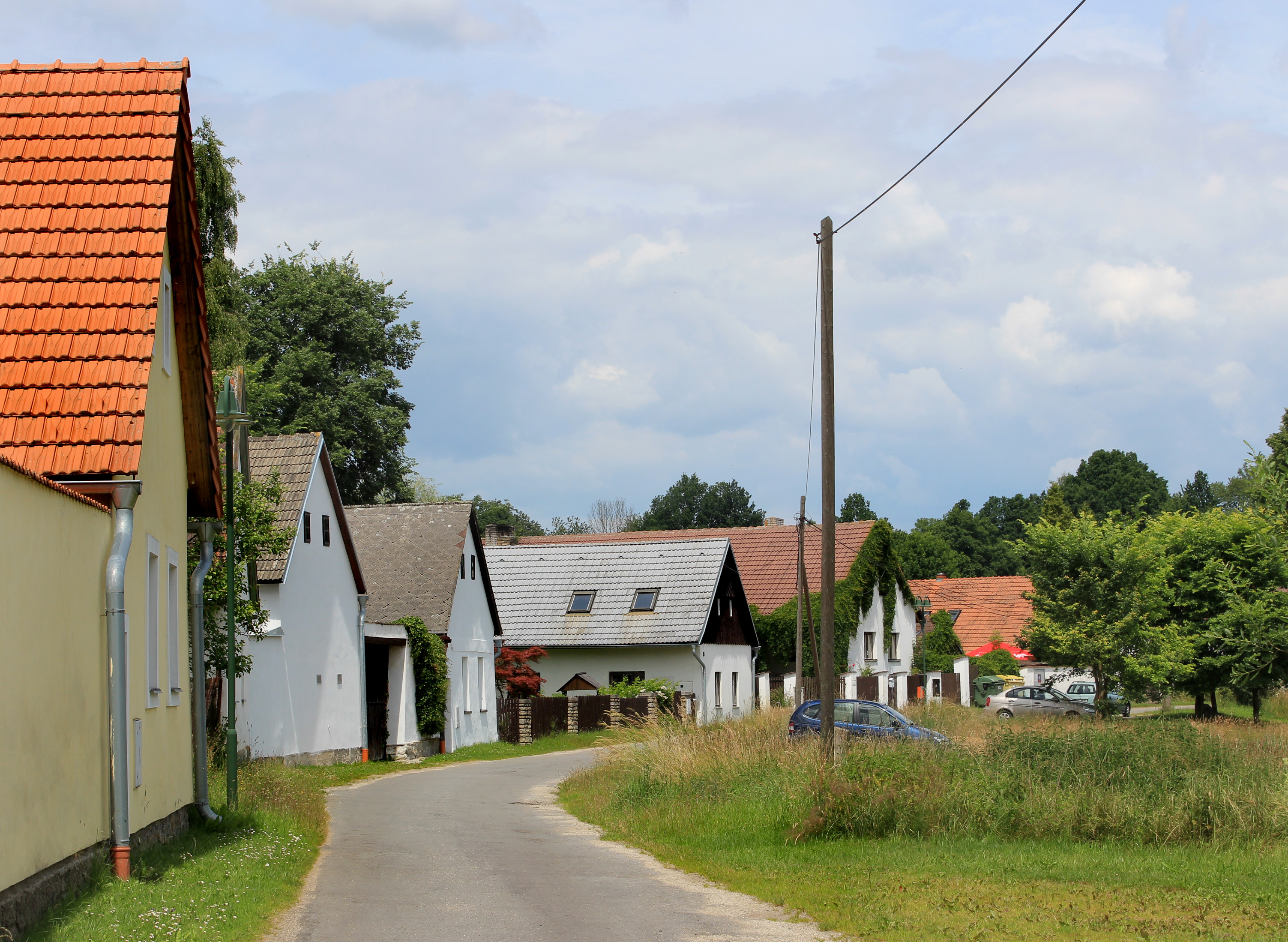
Domky na návsi
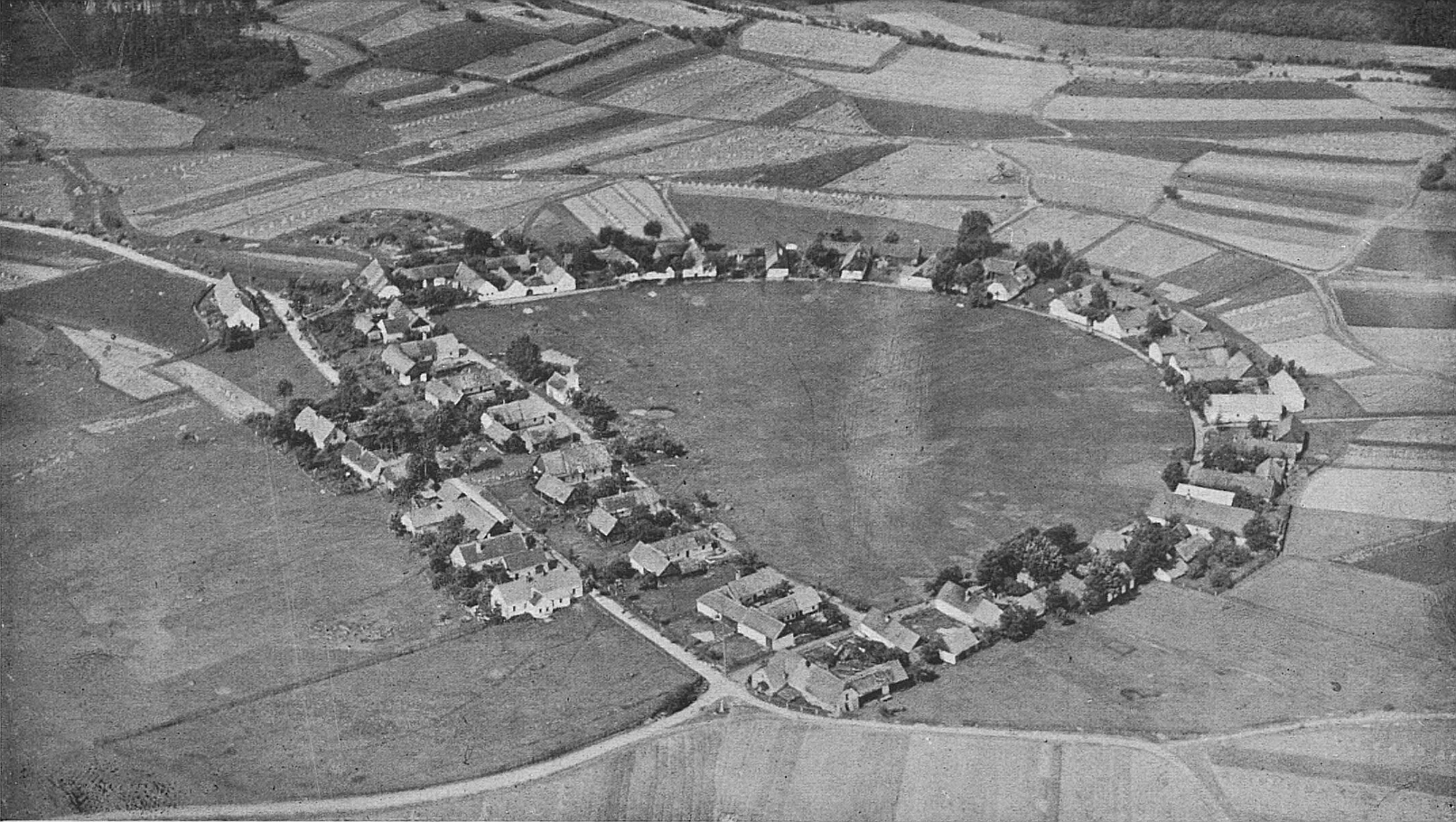
Číměř (1925)